# Salix sinica
Salix sinica — вид квіткових рослин із родини вербових (Salicaceae).

## Морфологічна характеристика
Це невелике дерево чи кущ. Гілочки червонувато-брунатні, голі; молоді гілочки пухнасті. Листкова ніжка волосиста; листкова пластинка дуже мінлива, зазвичай еліптична, еліптично-ланцетна, еліптично-ромбоподібна або обернено-яйцювата, рідше ланцетна, яйцювата чи широко-яйцювата, 3.5–6 × 1.5–2.5 см, абаксіально білувата, часто зморшкувата, зазвичай волокниста, адаксіально тьмяно-зелена, у молодому віці волосиста, потім ± гола, край цільний або зубчастий, верхівка коротко загострена, гостра чи тупа. Чоловіча сережка від широко-еліпсоїдної до майже кулястої, 2–2.5 × 1.8–2 см, сидяча. Чоловіча квітка: тичинок 2; пиляки жовті, довгасті. Жіноча сережка коротко циліндрична, 25–35 × 7–9 мм, сидяча. Жіноча квітка: зав'язь вузько-конічна, ≈ 3.5 мм, волосиста. Коробочка лінійно-конічна, ≈ 6 мм.

## Середовище проживання
Китай [Ганьсу, Хебей, Внутрішня Монголія, Нінся, Цінхай, Шеньсі, Шаньсі]. Населяє гірські схили, ліси.